# Підвісний міст через Менай
53°13′13″ пн. ш. 4°09′47″ зх. д. / 53.220138888889° пн. ш. 4.163125° зх. д.
Підвісний міст через Менай (англ. Menai Suspension Bridge, валл. Pont Grog y Borth) — підвісний міст через протоку Менай, побудований в 1826 році за проектом Томаса Телфорда. Сполучає острів Англсі з основною територією Уельсу.

## Історія
Після прийняття Акту про Унію 1800 року збільшився вантажний і пасажирський потік між Англією та Ірландією. Однією з головних точок відправлення до Ірландії був порт Голігед на острові Голі-Айленд, що біля Англсі, проте Англсі з'єднувався з основною територією Вельсу тільки повільним поромним сполученням.
В 1819 році розпочалося будівництво моста; автором проекту був Томас Телфорд, відомий будівельник мостів і каналів. Щоб не заважати вітрильним суднам, що проходять через Менай, міст мав перетинати протоку одним прольотом на висоті 30 метрів над водою. Для вирішення цього завдання Телфорд вирішив побудувати підвісний міст — експериментальну конструкцію для тих часів, ніколи раніше не застосовувалася на мостах подібного розміру. В 1824 році були закінчені кам'яні пілони, у квітні 1825 перекинутий перший з шістнадцяти залізних несучих ланцюгів. Дорожнє полотно основного прольоту було побудовано з дубових дощок, повсті і дьогтю.
Міст було відкрито 30 січня 1826; проїзд з Лондона до Голігед скоротився з 36 годин до 27.
В 1827 році сильний вітер пошкодив металеві деталі моста. В 1837 році дорожнє полотно було пошкоджено вітром і потребувало ремонту. В 1893 році основний проліт було реконструйовано і замінено на сталевий; в 1938—1940 роках старі залізні ланцюги були замінені на сталеві.
Підвісний міст через Менай був зображений на фунтовій монеті 2005 року.